# Frank Burge
Pour les articles homonymes, voir Burge (homonymie).

a Compétitions nationales et continentales officielles uniquement.

b Matchs officiels uniquement.
Frank Burge, né le 14 août 1894 à Darlington et mort le 5 juillet 1958 à Marrickville, était un joueur et un entraîneur de rugby à XIII australien évoluant au poste de troisième ligne, pilier ou deuxième ligne dans les années 1910 et 1920. Il est considéré comme l'un des meilleurs treizistes et entraîneur de rugby à XIII de l'histoire. En 1988, il est introduit au temple de la renommée du sport australien puis en 2004, il est admis au temple de la renommée du rugby à XIII australien. Il a effectué toute sa carrière à Glebe avant une ultime saison aux St. George Dragons.  Il a également été sélectionné en équipe d'Australie et aux New South Wales Blues.